# Дойче Грамофон
„Дойче Грамофон“ (на немски: Deutsche Grammophon) e звукозаписна компания за класическа музика в Хановер, провинция Долна Саксония, Германия.
Известна е с изключителните си стандарти за постигане на висока прецизност на аудиозаписите и с изискания си вкус. До голяма степен също така формира и интереса на любителите на класическа музика към едни или други изпълнители и композитори.
Предприятието Deutsche Grammophon е основано през 1898 г. от родения в Германия американец Емил Берлинер като германски клон на неговата компания Berliner Gramophone. Управлението на фирмата е разположено в Хановер, родния град на Берлинер. Компанията е имала връзки с щатската компания Victor Talking Machine и британската His Master's Voice, но те са влошени след Първата световна война.
През 1937 г., след финансови затруднения, компанията Deutsche Grammophon AG е преобразувана в Deutsche Grammophon GmbH, при съвместно финансиране от Deutsche Bank и Telefunken Gesellschaft. През 1941 г., в рамките на постигната договореност с Telefunken Gesellschaft, Deutsche Grammophon GmbH се оказва в пълна собственост на компанията Siemens & Halske AG (днес Siemens AG).
По време на Втората световна война Deutsche Grammophon претърпява съществени загуби. Силно е повредена фабриката в Хановер, а офисът и звукозаписното студио в Берлин са разрушени.
През 1962 г. компаниите Siemens и Philips обединяват активите си в областта на звукозаписа, като създават нова компания – DGG/PPI; при това обаче Deutsche Grammophon запазва единоличен контрол над собствените си активи и над каталога.
Преструктурирането на групата DGG/PPI през 1971 г. води до създаването на компанията PolyGram, със седалища в Баарн (Нидерландия) и Хамбург.
Възходът на Deutsche Grammophon е свързан с това, че фирмата решава да рискува, като пуска на масовия пазар компактдисковете. Дебютният диск с класическа музика е записът на Берлинската филхармония под диригентството на Херберт фон Караян, пуснат през 1983 г.
В края на 1984 г. концернът Siemens продава 40% от акциите на PolyGram International на компанията Philips, а останалите 10% са изкупени през 1987 г.